# Šljivansko (Pljevlja)
Pour les articles homonymes, voir Šljivansko.
Šljivansko (en serbe cyrillique : Шљиванско) est un village du nord du Monténégro, dans la municipalité de Pljevlja.

## Démographie

### Évolution historique de la population
| 1948 | 1953 | 1961 | 1971 | 1981 | 1991 | 2003 |
| ---- | ---- | ---- | ---- | ---- | ---- | ---- |
| 204  | 219  | 209  | 169  | 120  | 68   | 36   |